# Josef Löwy

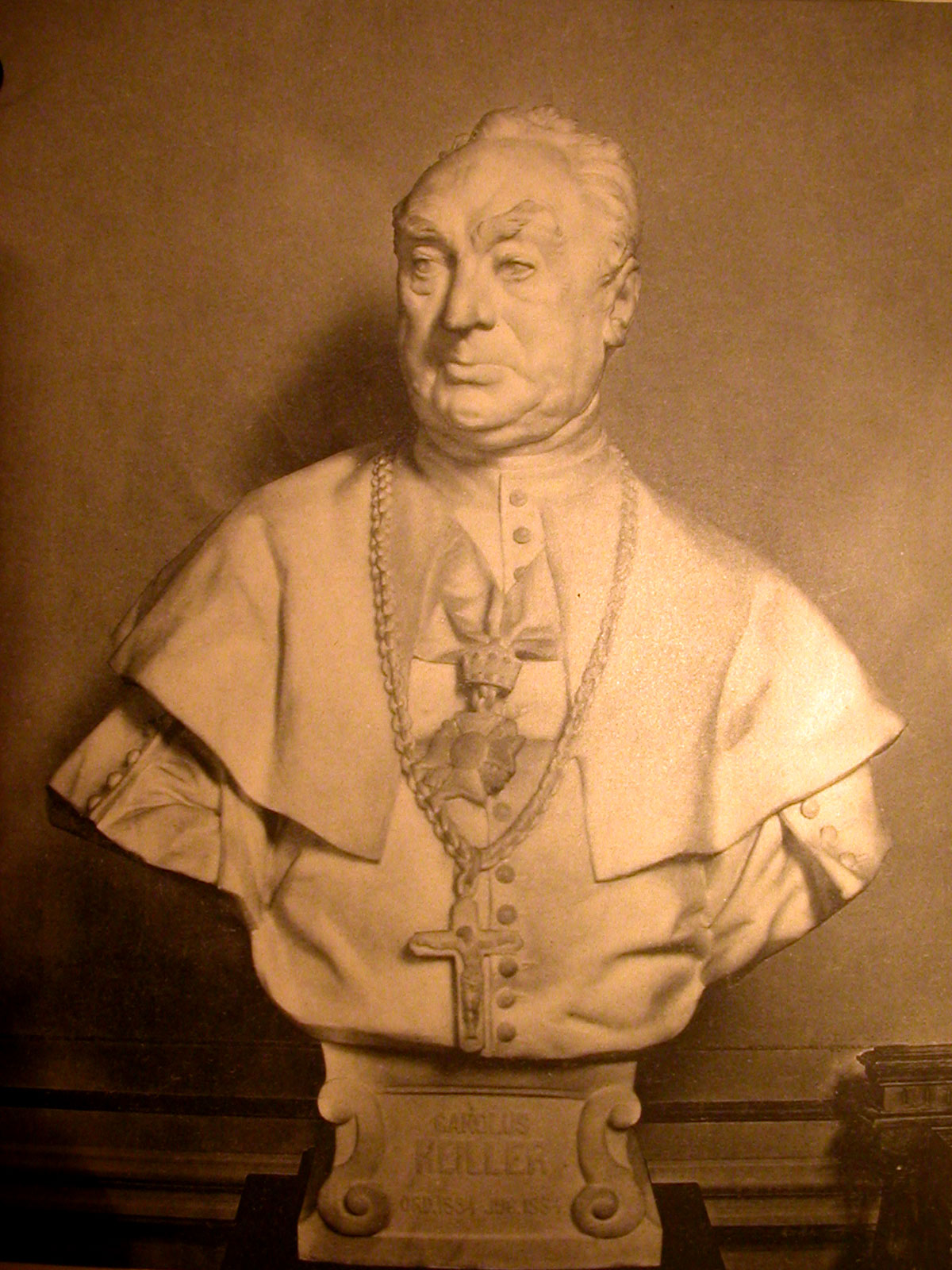
Josef Löwy: Biskup Heiller, 1897

Josef Löwy (16. srpna 1834 Bratislava – 24. března 1902 Vídeň) byl rakousko-uherský malíř, vydavatel a c. k. dvorní fotograf původem ze Slovenska. Ve své době patřil k nejvýznamnějším vídeňským fotografům společně s Emilem Rabendingem, Ludwigem Angererem a Victorem Angererem.

## Život
Josef Löwy se v roce 1848 odstěhoval do Vídně, kde se vyučil litografii. Pak studoval malbu na Vídeňské akademii. Po škole otevřel v roce 1856 ve Vídni svůj první malířský ateliér. V roce 1859 se přestěhoval do ateliéru nového na Weihburggasse 31. V roce 1861 se připojil k Fotografické společnosti ve Vídni a v roce 1864 se podílel na první fotografické výstavě ve Vídni. Od roku 1866 do 1873 měl své letní studio v Badenu u Vídně. Od roku 1872 se zabýval metodou světlotisku a založil své průmyslové studio v okrsku Landstraße.
V roce 1873 se stal členem Vídeňské asociace fotografů, která byla založena u příležitosti Světové výstavy ve Vídni. V rámci členství získal koncesi na výrobu fotografií pro výstaviště. Ve stejném roce byl na základě jeho úspěšných fotografických výstav dvorním fotografem.
Mimo jiné jsou známé jeho průmyslové fotografie, stejně jako jeho heliografie z 80. let. V roce 1885 založil s amatérským fotografem Josefem Plenerem institut na výrobu suchých desek. Za svou kariéru udělal ze své společnosti mezinárodně známou instituci na reprodukci fotografií. Hlavním tématem jeho fotografií byly portréty, vídeňská architektura, umění a fotografie aktů. Jeho společnost po jeho smrti převzala vdova Mathilde Löwy a v roce 1908 jeho synovec Gustav Löwy, který ji přejmenoval na Kunstanstalt J. Löwy (Institut umění J. Löwy).

## Galerie

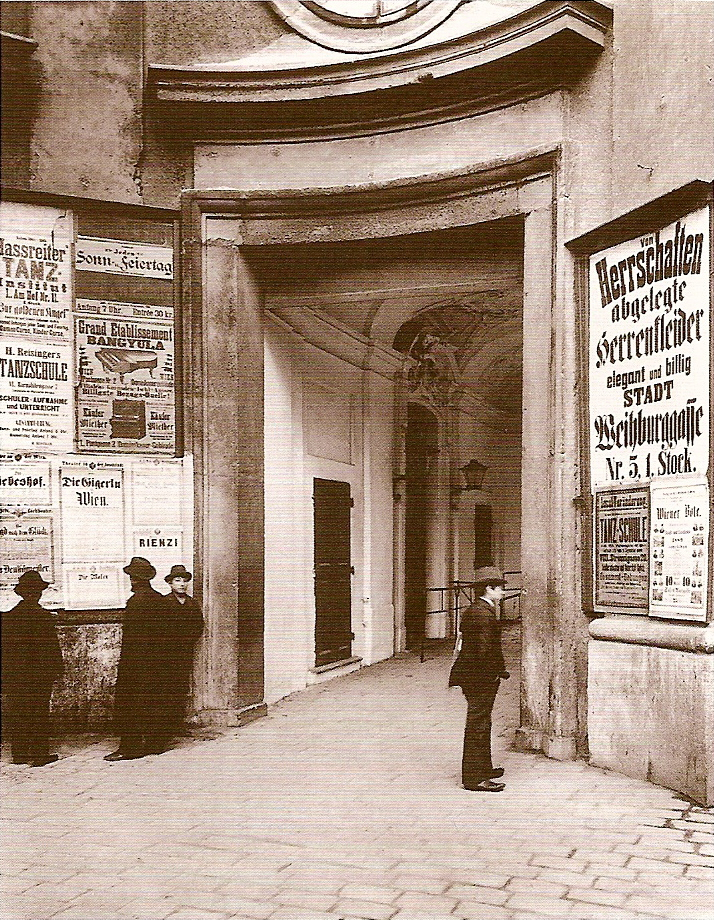
Vchod do starého hradního divadla, 1880
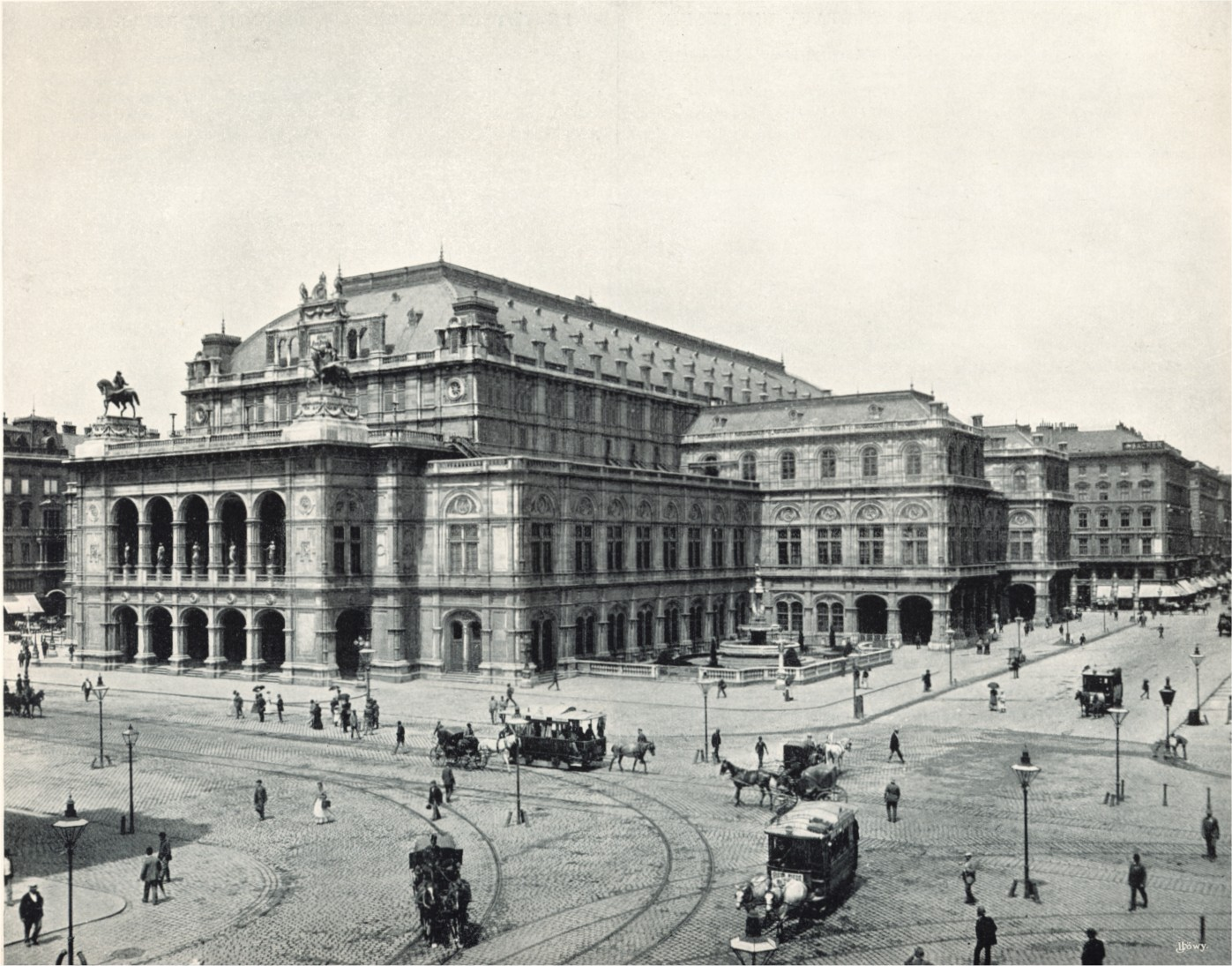
Státní opera Vídeň (ca.1898)
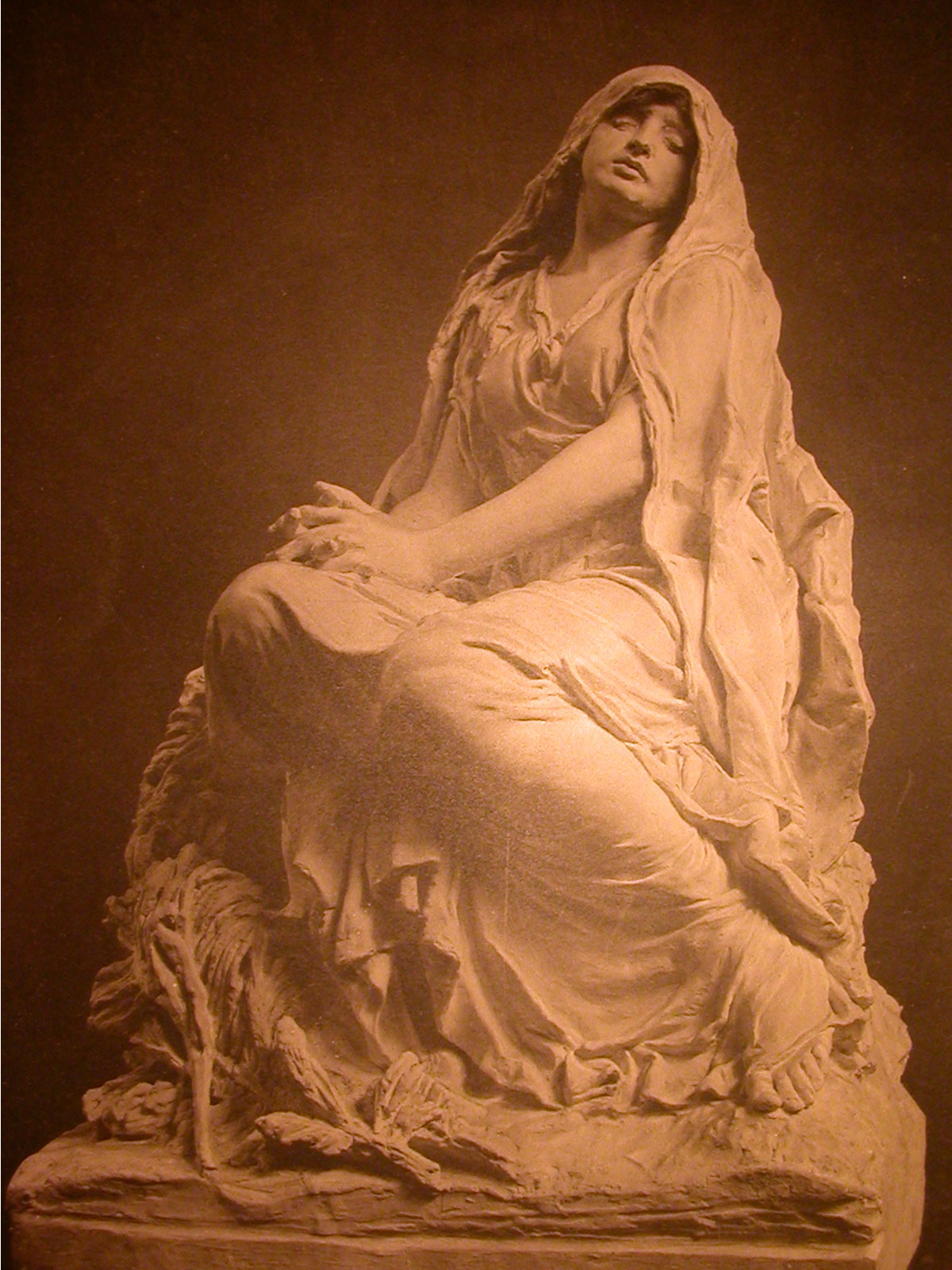
Náhrobek
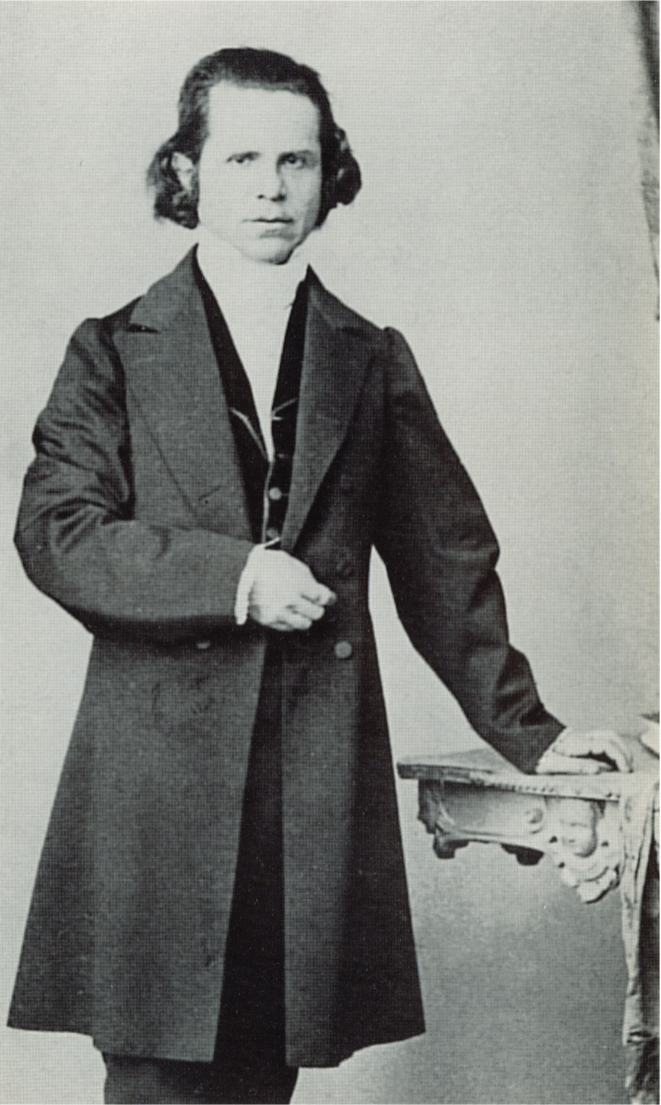
Adolf Jellinek, 1860

## Dílo
Löwy publikoval řadu knih.